# Westerlund 2
Вестерлунд 2 — компактное молодое звёздное скопление (возможно, даже звёздное сверхскопление) в Млечном пути, возрастом от одного до двух миллионов лет. Оно содержит некоторые из известных самых горячих, самых ярких, и самых массивных звёзд. Скопление находится внутри звёздных ясель, известных как Gum 29, расположенных в 20 000 световых лет от нас в созвездии Киля, на полградуса от видимой невооруженным глазом переменной цефеиды P Киля.

## Члены скопления
Скопление содержит по меньшей мере дюжину молодых звёзд класса O, из которых минимум три являются затменными двойными. Все они горячее 38 000 К и ярче 230 000 L⊙. Кроме того в скоплении есть около 20 звёзд класса O, все главной последовательности, что подразумевает очень молодой возраст скопления.
Несколько звёзд Вольфа–Райе находятся в непосредственной близости от Вестерлунд 2, хотя и не в центральном ядре. WR20a, двойная, состоящая из двух звёзд Вольфа–Райе, и одинарные WR20aa, WR20b и WR20c считаются членами скопления, хотя, возможно, теперь беглыми членами. Все пять звёзд Вольфа–Райе являются очень молодыми массивными объектами  спектральных типов OIf*/WN и одними из самых ярких звёзд в галактике. Этот составной спектральный тип указывает на молодые очень массивные сжигающие водород звёзды, которые только начинают сжигать азот и гелий на поверхности и формировать плотный звёздный ветер, так что они показывают линии излучения звёзд Вольфа-Райе. WR21a, массивная двойная, лежит в одном направлении, но вряд ли является членом Вестерлунд 2.
Вестерлунд 2 также содержит большое количество звёзд пре-главной последовательности с массами ниже 2,5 M⊙. Эти звёзды ограничивают возраст скопления приблизительно 2 млн лет.

## Открытие
Как указывает его имя, скопление Вестерлунд 2 было открыто Бенгтом Вестерлундом в 1960-х годах , но его звёздный состав был оценен только в более поздние годы.

## Изображение на 25-й юбилей Хаббла
23 апреля 2015 года изображение скопления Вестерлунд 2 было выбрано в честь 25-летия космического телескопа Хаббл.

## Внешние ссылки
- Simbad Архивная копия от 20 декабря 2016 на Wayback Machine
- Изображение  Вестерлунд 2 от Chandra
  Архивная копия от 28 октября 2020 на Wayback Machine
- Астрономомическая картинка дня - молодое звёздное скопление Вестерлунд 2 Архивная копия от 28 июня 2010 на Wayback Machine 26 июня 2010